# Герб Красноармейского района (Приморский край)
Герб муниципального образования Красноармейский муниципальный район Приморского края Российской Федерации — опознавательно-правовой знак, соответствующий установившимся традициям и составленный по правилам геральдики, являющийся символом районного статуса и самоуправления.
Герб утверждён Решением № 36 Думы Красноармейского муниципального района от 19 апреля 2005 года и внесён в Государственный геральдический регистр Российской Федерации — № 4189.

## Описание герба
«В скошенном слева червлёном и серебряном поле поверх скошения — зелёная перевязь, обременённая десятью серебряными звёздами и сопровождаемая в червлени — идущим золотым тигром, в серебре — стоящим и ревущим чёрным изюбрем».

## История герба
Герб Красноармейского муниципального района, утверждённый 19 апреля 2005 года, имел следующее описание: «Щит зелёный перевязью вправо разделён на красное (червлёное) и серебряное поле. В красном поле золотой тигр, в серебряном поле — изюбр натурального цвета. По перевязи — десять серебряных звезд».
Документы по утверждению герба Красноармейского муниципального района были переданы в Геральдический Совета при Президенте РФ для проведения геральдической экспертизы и внесения герба в Государственный геральдический регистр Российской Федерации.
15 апреля 2008 года Дума Красноармейского муниципального района по рекомендации геральдического Совета внесло изменения в Положение о гербе. Было изменено описание герба, и оно стало более геральдическим.